# مقاطعة كمبر (ميسيسيبي)
مقاطعة كمبر هي مقاطعة في مسيسيبي، بلغ عدد سكانها 10٬456  نسمة، في 2010، عاصمتها دي كالب، تبلغ مساحتها 1٬987 كيلومتر مربع.

## الموقع
تشترك في الحدود مع:
- مقاطعة نوكسوبي (ميسيسيبي)
- مقاطعة نيشوبا (ميسيسيبي)
- مقاطعة لودرديل (ميسيسيبي).

## التقسيمات الإدارية
- دي كالب.

## أعلام
- بيل مكدونالد